# Bernsen
Bernsen è una frazione (Ortsteil) del comune di Auetal, nel land della Bassa Sassonia, in Germania.

## Storia
Già comune autonomo nel circondario della contea di Schaumburg, fu soppresso e incorporato a Rolfshagen il 1º marzo 1974; insieme con Rolfshagen, fu unito ad Auetal il 1º aprile successivo.